# Bosque de Ribera de Quintanilla de Onsoña
42°27′52″N 4°41′56″O / 42.464532, -4.698753

Bosque de Ribera de Quintanilla de Onsoña es un bosque de ribera situado en la mitad Norte de la provincia de Palencia (Castilla y León). 
Los hábitats existentes son propios de una ribera fluvial con una flora provista de olmos, chopos, fresnos, zarzas, sauces y otra vegetación menor.
La fauna de esta vegetación de la ribera está formada por ánades reales (Anas platyrhynchos), andarríos (Actitis hypoleucos), cigüeñas (Ciconia ciconia), chochines (Troglodytes troglodytes), cucos, garzas reales (Ardea cinerea), lavanderas, mirlos, mosquiteros, oropéndolas, pollas de agua (Gallinula chloropus), pinzones, pito real, ruiseñores, etc.
En sus inmediaciones se encuentra la pedanía de Velillas del Duque.